# Le tre vite della gatta Tomasina
Le tre vite della gatta Tomasina (The Three Lives of Thomasina) è un film del 1964 diretto da Don Chaffey.

## Trama
Il film è ambientato in Scozia nel 1912: il veterinario Andrew McDhui vive con sua figlia Mary, di sette anni, e Tomasina (la voce narrante della storia), una grossa gatta color rosso tabby. Dopo la morte della moglie il dottor McDhui è diventato scontroso e incapace di dimostrare affetto verso le persone o gli animali che cura.
Quando la gatta Tomasina rimane ferita in un incidente, Mary chiede al padre di guarirla ma il medico, ritenendo l'animale infettato dal tetano, ordina di farlo sopprimere. La bambina è distrutta dal dolore e insieme agli amici organizza un solenne funerale per la micetta. Poco prima di seppellirla, si avvicina al gruppo Lori McGregor, una giovane donna che vive in una casa nel bosco come un'eremita ed è ritenuta dalla gente una pazza e dai bambini una strega: il suo arrivo induce Mary e i compagni a fuggire e ad abbandonare il corpo di Tomasina.
Intanto per la bestiola, dopo un viaggio nel paradiso della dea gatta Bast, inizia la seconda delle nove vite a sua disposizione. Lori raccoglie Tomasina, si accorge che è ancora viva e la porta con sé a casa sua dove la cura. Rimessasi in salute, la gatta perde ogni ricordo della sua vita precedente. I rapporti tra Mary e suo padre si fanno sempre più tesi: la piccola, che crede la sua gatta sempre morta e sepolta, ritiene il padre colpevole di averla assassinata. Mary si ammala gravemente.
Ma una forza misteriosa spinge Tomasina a tornare dalla sua vecchia padroncina e dopo averla vista ricorda tutta la sua vita precedente: il ritorno di Tomasina facilita la guarigione della bambina. Inoltre, Lori e il dottor McDhui si innamorano e si sposano poco tempo dopo. Inizia così anche per Tomasina una nuova vita, la terza, che vede riunite le famiglie che aveva avuto nelle sue vite precedenti.

## Produzione
Il film è stato realizzato fra;
- la cittadina di Inveraray, nell'Argyll e Bute;
- gli Pinewood Studios di Iver Heath, nella Buckinghamshire.

## Accoglienza
In una recensione prima dell'uscita del film, Howard Thompson del New York Times trovò il film "bello, ma... lontano dalla Disney di alto livello". Il giornalista ha affermato che si trattava di un "piccolo film sentimentale ed estremamente raffinato... più adatto per le bambine", ma ha elogiato gli attori principali (incluso il gatto) e le ambientazioni. Ha concluso descrivendo il film come "potente, possentemente accogliente". Il critico cinematografico Leonard Maltin (nel suo libro The Disney Films) d'altra parte, si riferisce a questo film molto bene; definendolo "delicato e affascinante", e molto meritevole di un pubblico più vasto se mai riedito. Una scena in particolare che ha molto elogiato è stata il viaggio di Tomasina nel paradiso dei gatti, definendolo: "un meraviglioso pezzo di magia cinematografica". In un altro articolo scritto da Maltin, include questo titolo di film tra le gemme meno conosciute dei film Disney, (insieme ad altri titoli di film come Darby O'Gill e il re dei folletti). Maltin ha anche affermato che Dotrice "ha vinto tutti" con la sua interpretazione in Tomasina, e lei (e il collega membro del cast Matthew Garber) hanno firmato per interpretare i bambini di Banks nel film Disney Mary Poppins.